# Beraea dira
Beraea dira är en nattsländeart som beskrevs av Mclachlan 1875. Beraea dira ingår i släktet Beraea och familjen sandrörsnattsländor. Inga underarter finns listade i Catalogue of Life.

## Bildgalleri

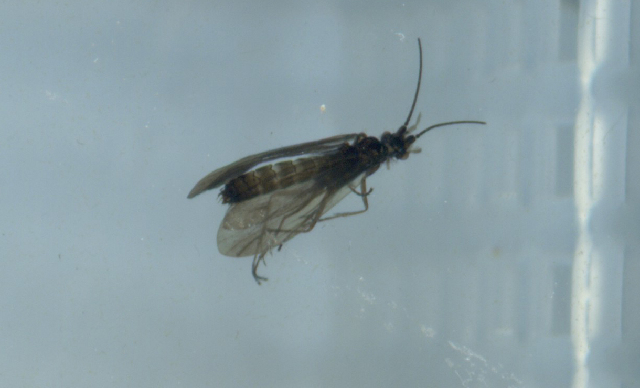